# Сінешть (комуна, Вилча)
Сінешть, Сінешті (рум. Sinești) — комуна у повіті Вилча в Румунії. До складу комуни входять такі села (дані про населення за 2002 рік):
- Дялу-Бісерічій (403 особи)
- Міжлоку (343 особи)
- Попешть (369 осіб)
- Сінешть (894 особи) — адміністративний центр комуни
- Урзіка (360 осіб)
- Чукець (309 осіб)

Комуна розташована на відстані 186 км на захід від Бухареста, 45 км на південний захід від Римніку-Вилчі, 68 км на північ від Крайови.

## Населення
За даними перепису населення 2002 року у комуні проживали 2678 осіб, усі — румуни. Усі жителі комуни рідною мовою назвали румунську.
Склад населення комуни за віросповіданням:
| Релігія       | Кількість осіб | Відсоток |
| ------------- | -------------- | -------- |
| православні   | 2624           | 98,0%    |
| адвентисти    | 53             | 2,0%     |
| римо-католики | 1              | < 0,1%   |

## Зовнішні посилання
- Дані про комуну Сінешть на сайті Ghidul Primăriilor [Архівовано 6 грудня 2008 у Wayback Machine.]